# Плажове
Плажове (на английски: Beaches) още познат като Приятели завинаги (на английски: Forever Friends) е американски филм от 1988 г., номиниран за награда на филмовата академия на САЩ. Филмът е адаптация по романа на Айрис Рейнър Дърт, носещ същото заглавие, преработен от Мери Агнес Даноу. Плажове е режисиран от Гари Маршъл и в него участват звездите Бет Мидлър, Барбара Хърши и Джон Хърд.
Песента от филма, „Wind Beneath My Wings“ става носител на награда Грами за Най-добра песен през 1989 г.